# Pravind Jugnauth
Pravind Kumar Jugnauth (Vacoas-Phoenix, 25 de diciembre de 1961) es un político mauriciano. Es líder del Movimiento Socialista Militante y desde el 23 de enero de 2017 hasta el 13 de noviembre de 2024 fue primer ministro de Mauricio.

## Biografía
Pravind Jugnauth nació el 25 de diciembre de 1961 en La Caverne, un suburbio de Vacoas-Phoenix. Nacido en del seno de una familia Ahir, es hijo del expresidente Anerood Jugnauth y Sarojini Ballah, una maestra de escuela. Tiene una hermana mayor, Shalini Jugnauth-Malhotra.

## Carrera política

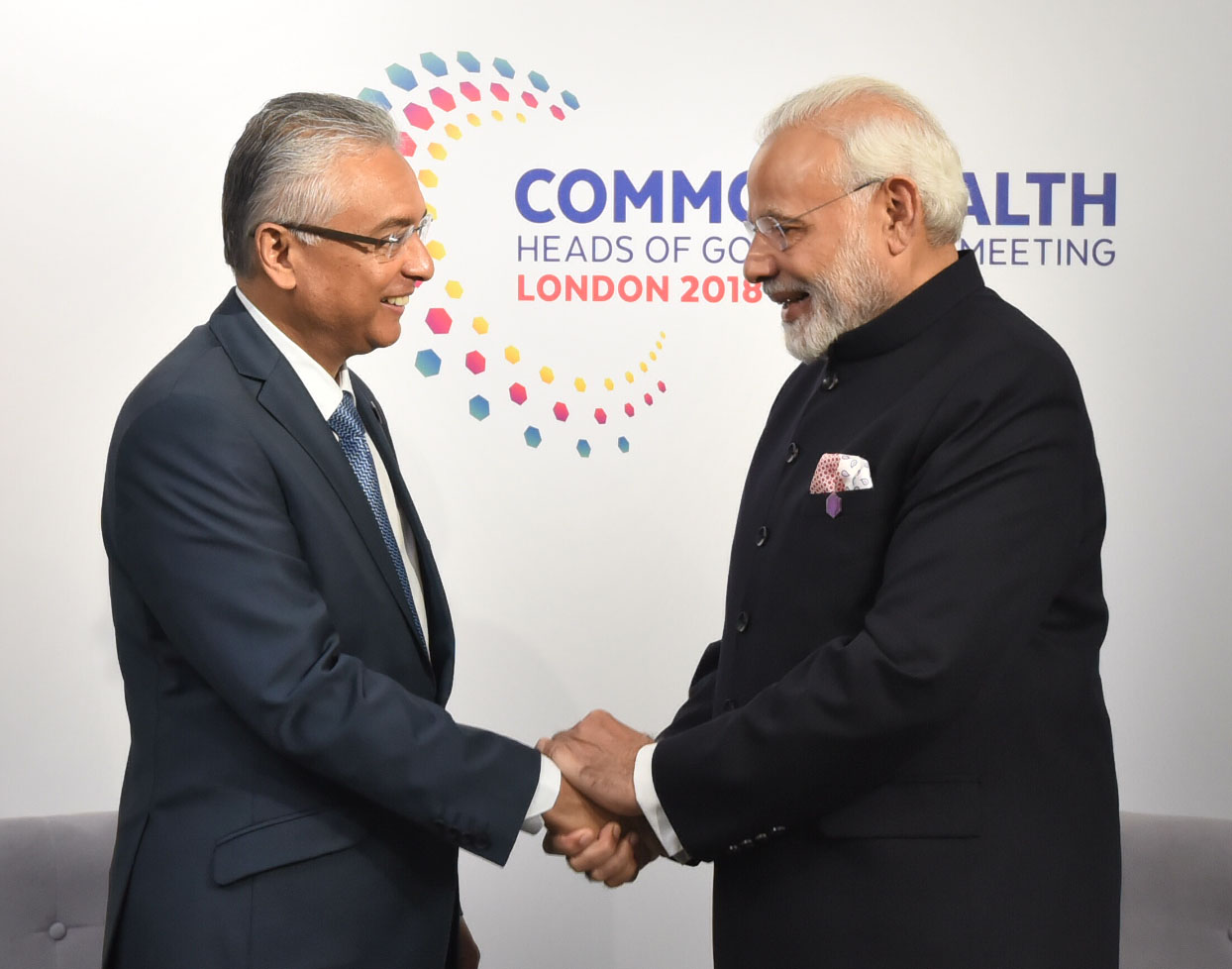
Jugnauth con el primer ministro indio, Narendra Modi en 2018.

Se unió oficialmente al Movimiento Socialista Militante en 1990 y ayudó como miembro activista del partido. Fue candidato por primera vez en las elecciones generales de 1995 en la circunscripción Vieux Grand Port y Rose Belle, pero fue derrotado y quedó en cuarto lugar debido a la victoria del Partido Laborista y el Movimiento Militante Mauriciano.
Ocupó diversos cargos tanto en el gobierno como en la oposición desde 2000. Fue ministro de agricultura desde 2000 hasta 2003, y vice primer ministro y ministro de finanzas de 2003 a 2005. También ocupó cargos en el gabinete de Navin Ramgoolam de 2010 a 2011 como vice primer ministro y ministro de finanzas. Fue ministro de tecnología, comunicación e innovación entre diciembre de 2014 y julio de 2015.
Es miembro de la Asamblea Nacional por el 8.º distrito electoral Quartier Militaire y Moka. En 2014 fue líder de la oposición en la Asamblea, tras la renuncia de Paul Bérenger.
En las elecciones generales de 2019 fue reelecto en el cargo de primer ministro. Dejó el cargo tras su derrota en las elecciones generales de 2024.